# Libertad Lamarque
Libertad Lamarque (Rosario, Argentina, 24. studenog 1908. – Ciudad de México, Meksiko, 12. prosinca 2000.) je argentinska glumica i pjevačica. Poznata je po ulogama u meksičkim telenovelama. 1930-ih je poznata kao pjevačica kompozicija na temu tanga La cumparsita i Taconeando.

## Karijera
Počela je baviti se glumom sa 7 godina. Obitelj joj je 1922. odselila u Buenos Aires. Ondje se zaposlila u kazalištu. Nekoliko godina poslije je snimila svoj prvi LP s tangom koji je postigao veliki uspjeh. 1930. je snimila film Adiós, Argentina i 1933. prvi argentinski zvučni film ¡Tango!. Glas Libertad Lamarque je bio lagani sopran s vokalnim rasponom od otprilike srednjeg C (C4) do "visokog A" (A5). Bila je prva pjevačica u Argentini čiji je glas zabilježen na zvučnom filmu. U mladosti su ju uspoređivali s kanadskom glumicom Normom Shearer. Snimala je filmove pod redateljskom palicom poznatih redatelja kao što su Luis César Amadori, Luis Saslavsky, Alberto de Zavalía, Mario Soffici i Carlos Borcosque, a glumila je s poznatim glumcima svog vremena kao što su Florén Delbene, Arturo de Córdova, Jorge Negrete, Pedro Vargas, Pedro Infante i Santiago Arrieta.
Njena slava je prešla argentinske granice. Širila se preko cijele Latinske Amerike. Lamarque je postala poznata kao La Novia de América ("Američka Slatkica"). Do svoje smrti 2000. godine se pojavila u 66 filmova. Od toga je 21 snimila u Argentini, 45 u Meksiku i jednog u Španjolskoj. Glumila je i u 6 televizijskih sapunica. Snimila je preko 800 pjesama i glumila je u bezbroj kazališnih predstava. Sjećanje na nju živi do današnjeg dana u svim američkim zemljama španjolskog govornog područja.
Godine 1940. je u Zagrebu dobila nagradu za najbolju inozemnu glumicu za film Puerta Cerrada.
Legenda tvrdi da je Lamarque napustila Argentinu jer ju je na crnu listu stavila argentinska prva dama Eva Perón. Marysa Navarro i Nicholas Frasier, tvrde da to nije vjerojatno, nego da je Lamarque odselila u Meksiko jer je meksička kinematografija imala bolje uvjete 1940-ih i ’50-ih nego argentinska. Budući da je Lamarque često putovala u Argentinu i nazad u Meksiko za vrijeme dok je Eva Perón bila na vlasti i poslije, to pobija legendu o stavljanju na crnu listu.
Sama Lamarque je poricala neke događaje iz legenda koje se raspredaju o njoj, posebice o onima po kojima je ošamarila Evu Peron na snimateljskoj postavi filma La cabalgata del circo (1945.). U njenom životopisu iz 1986. je glatko porekla sva nagađanja, objasnivši da je bila pogođena manjkom discipline od strane Eve Peron za vrijeme snimanja filma. "Uvijek je kasnila" —napisala je Lamarque. "Svi smo ju morali čekati satima, odjeveni u neudobne kostime, a ponekad se zbivalo da se ona ne bi uopće pojavila." Lamarque koja je bila zvijezda u tom filmu se ogorčeno žalila direktoru, no bezuspješno. "Eva je činila jer je molila i šarmirala svakoga, uključujući i direktora." Nakon što se svršilo sa snimanjem filma, Lamarque je išla na turneju. Ponudilo joj se ulogu u "Gran Casinu" u Meksiku. Dogovorila se s producentima tako da nije tražila da joj se plati za njen rad, a u zamjenu je zatražila prava filmske distribucije u Argentini, Urugvaju i Paragvaju.
Vrativši se u Buenos Aires, nije mogla naći ni jednu dvoranu u kojoj bi se prikazao njeni film. Primijetila je da ju bivši prijatelji sada izbjegavaju i da ju ignoriraju tiskovni mediji. Dotad se Evita Peron učvrstila u Ružičastoj kući, argentinskoj predsjedničkoj palači. Netko je "povjerljivo" rekao Lamarque da je zabrana došla odandje. Lamarque i njen suprug su njihov slučaj izložili izravno Evi Peron koja je primila pritužbe i porekla bilo kakvu uključenost u to.
Unatoč svemu tome je vrijeme prolazilo, a Lamarqine filmove se nije prikazivalo niti su se njene ploče svirale na radiju, niti se njeno lice pojavljivalo na naslovnicama ikojeg časopisa. Tada je ova pjevačica i glumica odlučila se preseliti u Meksiko i izbjegavati posjećivati vlastitu zemlju osim za posjete obitelji koji nisu bili česti. Lamarque nikad nije progonio režim Eve Perón, niti joj je prijetio, ali jednostavno "nije postojala". Dok su Peróni bili na vlasti u Argentini, nikad više nije radila u Argentini, a ni njenim Argentincima nitko nikad nije službeno rekao kako je Lamarque značajna u latinskoameričkom show businessu.

## Filmovi

### Meksički filmovi
- La loca de los milagros - 1973. ......Aurora Durban
- Negro es un bello color - 1973. ......Eugenia
- Hoy he soñado con Dios - 1971. .......Lina Alonso
- Rosas blancas para mi hermana negra - 1969. ......Laura
- El hijo pródigo - 1968. ......Alegría Román
- Arrullo de Dios - 1966.
- Los hijos que yo soñé - 1964.
- Canta mi corazón - 1964. ......Luisa Lamas
- Canción del alma - 1963. ......María Maragón
- El cielo y la tierra - 1962.
- El pecado de una madre - 1960. ......Ana María
- Amor en la sombra - 1959. ......Claudia
- Yo pecador - 1959.
- La cigüeña dijo si - 1958.
- Sabrás que te quiero - 1958.
- Mis padres se divorcian - 1957. ......Diana Valdez
- Cuatro copas - 1957.
- La mujer que no tuvo infancia - 1957.
- Bambalinas - 1956.
- Bodas de oro - 1955.
- Música de siempre - 1955.
- Historia de un amor - 1955. ......Elena Ramos
- Escuela de música - 1955. ......Laura Galván
- La mujer X - 1954.
- Si volvieras a mi - 1953. ......Alejandra
- Cuando me vaya - 1953. ......María Grever
- La infame - 1953. ......Cristina Ferrán
- Reportaje - 1953. ......nezaposlena pjevačica
- Ansiedad - 1952. ......María de Lara
- Nunca es tarde para amar - 1952.
- Acuerdate de vivir - 1952. ......Yolanda
- Rostros olvidados - 1952. ......Rosario Velazquez
- Te sigo esperando - 1951.
- La loca - 1951.
- La mujer sin lágrimas - 1951.
- La marquesa del barrio - 1950. ......Cristina Payares/La Marquesa
- Huellas del pasado - 1950.
- Otra primavera - 1949.
- La Dama del Velo - 1948.
- Soledad - 1947.
- Gran Casino (Tampico) - 1946. ......Mercedes Irigoyen

### Argentinski filmovi
- La mamá de la novia - 1978.
- La sonrisa de mamá - 1972.
- Creo en tí/Esposa o amante (meksički podnaslov) - 1960. ......
- Romance musical - 1947.
- La cabalgata del circo - 1945. ......Nita
- El fin de la noche - 1944. ......Lola Morel
- Eclipse de sol - 1942.
- En el viejo Buenos Aires - 1942.
- Yo conocí a esa mujer - 1942.
- Una vez en la vida - 1941.
- Cita en la frontera - 1940.
- La casa del recuerdo - 1940.
- Caminito de gloria - 1939.
- Puerta cerrada - 1939. ......Nina Miranda
- Madreselva - 1938.
- Besos brujos - 1938.
- La ley que olvidaron - 1937. ......María
- Ayúdame a vivir - 1936. ......Luisita
- El alma del bandoneón - 1935.
- ¡Tango! - 1933. ......Elena
- Adiós, Argentina - 1930. ......nevjesta

### Španjolski filmovi
- Bello recuerdo/Así era mi madre - 1961.

## Telenovele
- Esmeralda - 1972. - (Venezuela) ...... sestra Piedad
- Mamá - 1975. - (Venezuela) ......Soledad
- Soledad - 1980. (Meksiko)
- Amada - 1983. - (Argentina)
- Otimačica - 1998. - (Meksiko) ......Abuela Piedad Bracho
- María Teresa - 1999. - (Meksiko)
- Carita de ángel - 2000. - (Meksiko) ......časna majka Piedad de la Luz

## Vanjske poveznice
- Un Siglo de Libertad. Blog-Homenaje a Libertad Lamarque.
- Una familia en dos hemisferios[neaktivna poveznica], diario La Nación, 13 de diciembre de 2000.
- Libertad Lamarque en cinenacional.com  Arhivirana inačica izvorne stranice od 6. srpnja 2009. (Wayback Machine)